# Acronicta intermedia
Acronicta intermedia là một loài bướm đêm trong họ Noctuidae.